# 어거스트 에이트
《어거스트 에이트》(러시아어: Август. Восьмого)는 2012년 공개된 러시아의 전쟁 영화이다. 2008년에 실제로 일어난 남오세티야 전쟁을 무대로 하고 있다.

## 출연

### 주연
- 스베트라나 이바노바
- 마크심 마트비브
- 아르티옴 파디브

### 조연
- 알렉세이 구스코프
- 알렉산드르 올레슈코
- 블라디미르 브도비첸코프
- 세르게이 가자로프
- 이고르 베로에프